# HandWallet
HandWallet é um aplicativo para controlar as receitas, despesas e orçamento, desenvolvido em Israel. A primeira versão do aplicativo esteve disponível para PDAs e smartphones rodando Windows Mobile, Symbian ou Palm, mas atualmente a maioria do esforço de desenvolvimento está dirigida para a versão Android.

Além disso, há também uma versão do software para computadores pessoais. A ideia por trás de HandWallet é ajudar os indivíduos e famílias a terem um melhor gerenciamento de suas condutas financeiras. Com o aplicativo, os usuários podem manter a faixa de despesas e receitas para construir um orçamento equilibrado.